# Bílá věž (Hradec Králové)

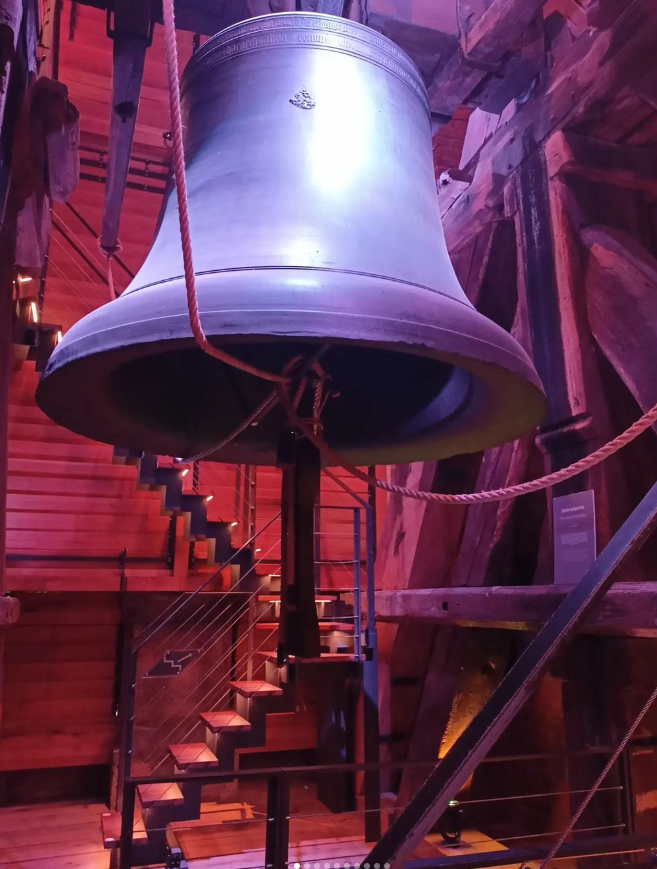
zvon Augustin

Bílá věž je renesanční věž v Hradci Králové, která se stala dominantou tohoto města. Stojí v jeho samotném centru, na jihozápadní straně Velkého náměstí (ulice Franušova, č. p. 1) v nadmořské výšce 244 m nad mořem. V sousedství se nachází katedrála svatého Ducha a přímo na věž navazuje kaple svatého Klimenta. 
Bílá věž je vysoká 72 m a na ochoz vede 226 schodů. Stavebním materiálem se stal světlý hořický pískovec, podle kterého získala i své označení "bílá". Původní označení stavby však bylo Nová věž. Jedná se o renesanční kampanilu, jejíž hrotitá okna s kružbami a lomený oblouk ještě odkazují k pozdně gotické architektuře.

## Historie
Přípravy k výstavbě vysoké městské strážní věže a zvonice zároveň začaly v roce 1509. Tehdy byl odlit zvon Augustin a umístěn byl na dřevěnou zvonici. Výstavbu vysoké kamenné věže oddalovaly trvalé půtky mezi městským a panským stavem. Město ale začalo na stavbu věže lámat kámen v lomu jakéhosi pana Bavora u obce Boháňka – Skála. Stavební materiál byl následně skládán v boudě pod Pražskou branou.
Další činnost ale pozastavila konfiskace městských majetků Ferdinandem I. v roce 1547.
Věž se nakonec začala stavět dne 7. června 1574, kdy již na tom bylo město ekonomicky lépe. Bylo to za jednoho z nejvýznamnějších primasů celé historie města Martina Cejpa z Peclinovce. Stavbu vedl stavitel Burian s kameníkem zvaným Vlach.
Do roku 1579 byla postavena čtyři patra. V roce 1580 bylo postaveno páté patro na hodiny a ochoz se světničkou pro hlásného v šestém patře. Kvůli nedostatku finančních prostředků byla tehdy věž jen provizorně zastřešena dřevěnou střechou.
Dřevěné prvky jako podlahy, konstrukce pro zavěšení zvonu a první krov zajistil mistr Petr z Mladé Boleslavi.
Krov věže byl dokončen až v roce 1585 (od Jiřího Vzteklého), na něm měděná báň zakončená pozlacenou hvězdou. Byla instalována v roce 1588. V roce 1591 byl instalován orloj s cimbálem od mistra Vavřince z Nového Města pražského. Dřívější pokusy od mistra Eliáše nebyly městskou radou schváleny. V roce 1596 byl Pekařem z Pardubic došlo k oplechování střechy bílým plechem.
Dne 9. srpna 1705 udeřil do věže blesk. První rozsáhlá rekonstrukce stavby se uskutečnila v letech 1728–⁠29. Původní báň byla snesena z věže dne 1. září 1728. Následně vznikla nová měděná báň s lucernou, která byla zakončena měděnou makovicí, městským znakem vytepaným z měděného plechu a šesticípou hvězdou, dílem hradeckého kotláře Jana V. Blajvejse. Nová báň byla na věž vytažena 9. června 1729. Tím získala věž svou definitivní výšku.
Původní ciferník byl tzv. český, tedy rozdělený do 24 h. Sloužil až do roku 1829. Někdejší orloj postupem času sešel a v roce 1829 byl nahrazen novými hodinami od Josefa Božka z Prahy. Tyto byly nahrazeny novým elektrickým strojem při rekonstrukci v letech 1987–⁠1993.
V roce 1839 se původně báň začala naklápět, a tak byla instalována na věž nová báň. Při příležitosti výměny báně byla sňata a otevřena makovice. V ní byla nalezena zinková deska z roku 1729, tolar a mince z doby vlády Karla VI. Dne 11. září 1839 byla makovice opět osazena na věž a kromě původních předmětů do ní byly vloženy rukopisy básní Václava Klimenta Klicpery, kopie plánu města před výstavbou pevnosti, sáček s mincemi ze 17. stol. a další drobné předměty.
Na začátku 20. století byla na věži instalována siréna. Za druhé světové války fungovalo na věži německé strážní stanoviště s kulomety, které kontrolovalo celý obvod města. Další rekonstrukce věže proběhly v letech 1878, 1900 a 1936. Dne 4. července 1929 byla větrnou smrští zasažena makovice, která se následně dočkala opravy. V roce 1935 proběhla oprava měděného krytu báně a dřevěných konstrukcí. Generální rekonstrukce věže proběhla na základě projektu z roku 1983 v letech 1987–1993. Zatím poslední velká rekonstrukce proběhla v letech 2014–2015. Ke slavnostnímu zpřístupnění po této rekonstrukci došlo dne 23. května 2015.
Makovice byla otevřena v letech 1655, 1729, 1839, 1929, 1988 a 2014.

### Rekonstrukce 2013–2015
Věž prošla rozsáhlou rekonstrukcí v letech 2013 a 2015 a byla doplněna novou předsíní, která zvítězila v Ceně Klubu Za starou Prahu za novou stavbu za rok 2016. Ve věži se nachází také původní hodinový stroj Josefa Božka (před rekonstrukcí byl umístěn v Muzeu východních Čech v Hradci Králové), unikátní skleněný model věže a moderní audiovizuální technologie, která při výstupu na věž přináší množství příležitostí pro zábavu i poučení.
Rekonstrukce si vyžádala investici města ve výši 52,8 mil. Kč bez DPH. Akce probíhala od 21. října 2013 do 30. března 2015 a zajistilo ji Sdružení BAK – RenoArt. Hlavním autorem rekonstrukce se stal Ing. arch. Jaromír Chmelík.

## Současnost
Věž je otevřená návštěvníkům a zájemcům o denní i noční prohlídky, také je možné přijít na prohlídky za svítání. Z ochozů lze za dobré viditelnosti dohlédnout i na úpatí Krkonoš a Orlických hor.
Od roku 2016 se pádem z věže zabilo pět lidí.

## Popis
Věž stojí na půdorysu 10 x 10 metrů. Tloušťka zdí v přízemí je čtyři metry.
Údaje o výšce věže se v průběhu času měnily. J. J. Solař v roce 1870 uváděl celkovou výšku stavby 217,5 vídeňské stopy, což odpovídá 68,74 metru. Na zděnou část mělo připadat 151,5 vídeňské stopy (47,9 m), na střechu 60 vídeňských stop (cca 19 m) a na hvězdu 6 vídeňských stop (asi 1,9 metru). Horák v roce 1877 zmiňoval velmi podobný údaj 68,65 m. Cechner v roce 1904 uváděl prakticky stejné údaje jako Solař, konkrétně, že vlastní kamenná stavba z kamenných kvádrů je vysoká 48 metrů a výška střechy až po špičku je 20,73 m. Domečka tak v roce 1910 uváděl, že výška věže je 68 metrů.
Novější zdroje uvádějí výšku 71,5 či 72 m. Odklon věže od svislé osy je 0,36 m jižním směrem.
Věž má deset podlaží. Pět obvodových říms člení věž do šesti částí.
Přízemní část věže slouží jako vstupní prostor do barokní kaple sv. Klimenta. Část východního přízemního zdiva věže pochází ještě ze středověké kaple sv. Klimenta, předchůdkyně barokní stavby.
11. podlaží sloužilo jako hlásné. Vstup na arkádový ochoz se nachází na východní straně věže. Na každé straně je ochoz členěn pěti kamennými toskánskými sloupky. Zábradlí je plně vyzděné. Z ochozu se nabízí kruhový výhled. Věž tak slouží jako vyhlídková.

## Hodiny
Na všech čtyřech stranách věže se nacházejí hodinové ciferníky. Mají v průměru 4 metry. Velká hodinová ručička je dlouhá 3,36 metru a malá ručička ukazující minuty měří 2,60 metru.
V lucerně jsou umístěny dva cimbály z roku 1951. Větší ohlašuje hodiny, zatímco menší čtvrthodiny.

## Zvon Augustin
Dne 22. května 1581, sedm let od začátku výstavby věže, byl do jejích útrob zavěšen zvon Augustin, který vznikl již v roce 1509. Je 169 cm vysoký, má 2,06 m v průměru a podle turistického webu cokolivokoli.cz váží 9 801,05 kg. Zvonař a kampanolog Petr Rudolf Manoušek, který zvon restauroval, i oficiální stránky věže uvádějí hmotnost 8000 kg. Jde tak o třetí největší historický zvon v Česku a o druhý největší historický zvon v Čechách (po zvonu Zikmundovi z pražského chrámu sv. Víta).

## Návštěvnost
Věž byla pro rekonstrukci uzavřena od října 2013. Opět byla otevřena 23. května 2015. První rok po znovuotevření si věž prohlédlo přibližně 46 tisíc lidí.
| Rok  | Počet návštěvníků               |
| ---- | ------------------------------- |
| 2006 | 18 606                          |
| 2007 | 23 014                          |
| 2008 | 17 891                          |
| 2009 | 28 400                          |
| 2010 | 26 000                          |
| 2011 | 28 813                          |
| 2012 | 21 837                          |
| 2013 | 16 151                          |
| 2014 | 0 (uzavřeno kvůli rekonstrukci) |
| 2015 | 35 796                          |
| 2016 | 39 900                          |
| 2017 | 36 550                          |
| 2018 | 36 089                          |
| 2019 | 40 110                          |
| 2020 | 25 600                          |
| 2021 | 23 672/26 796                   |
| 2022 | 40 561                          |
| 2023 | 37 681                          |

## Galerie

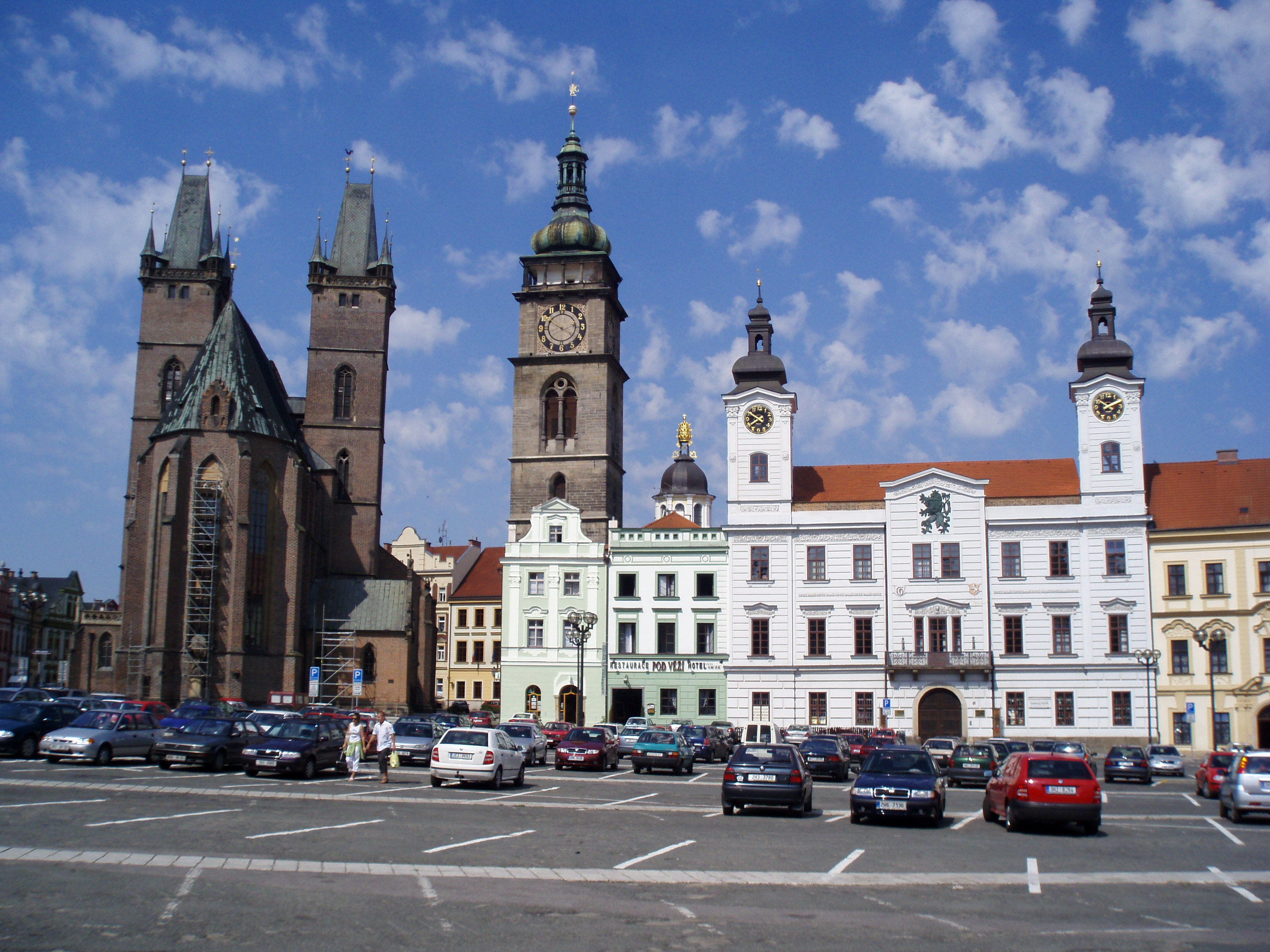
Umístění mezi chrámem Ducha svatého a radnicí
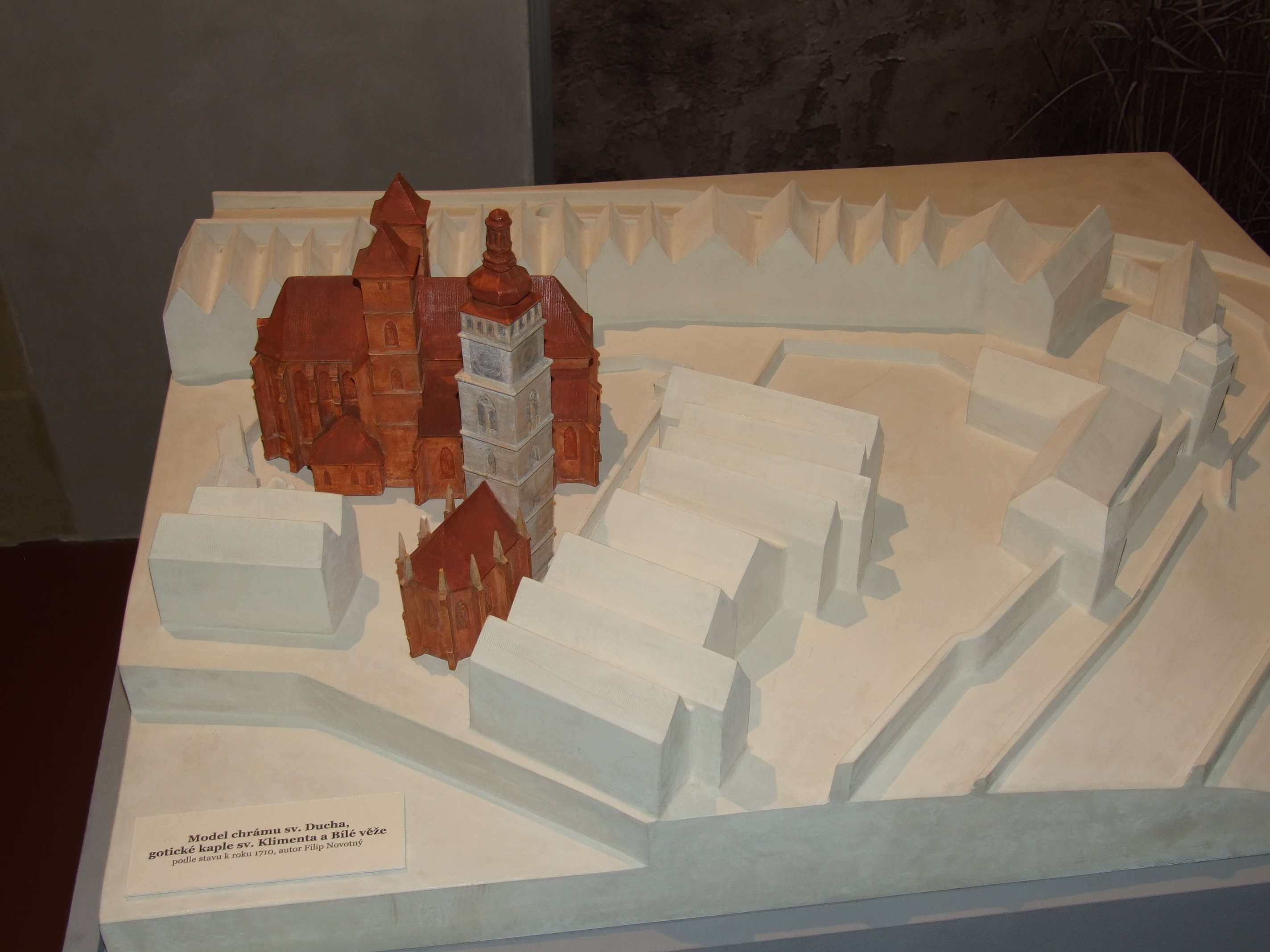
Model
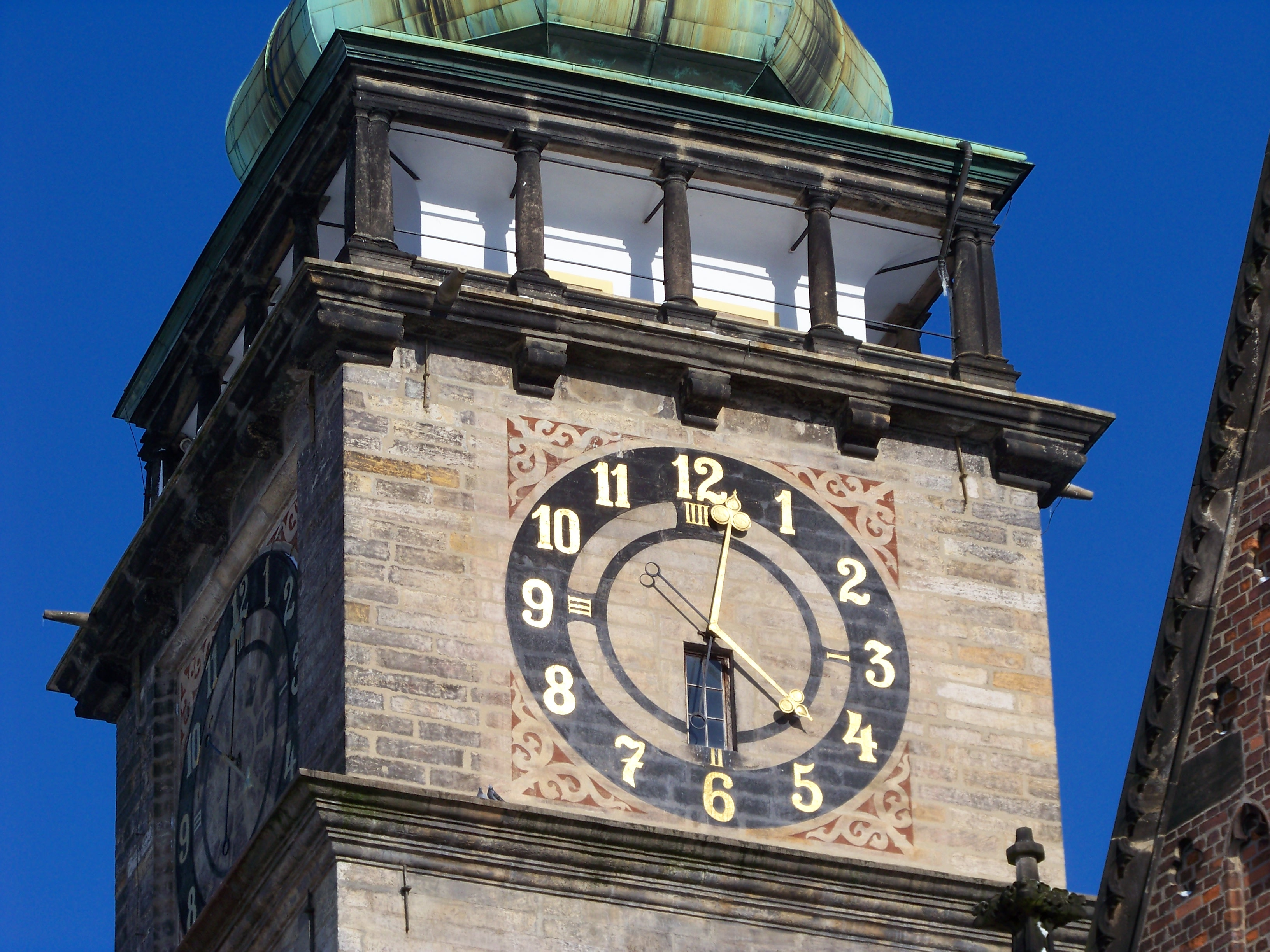
Detail
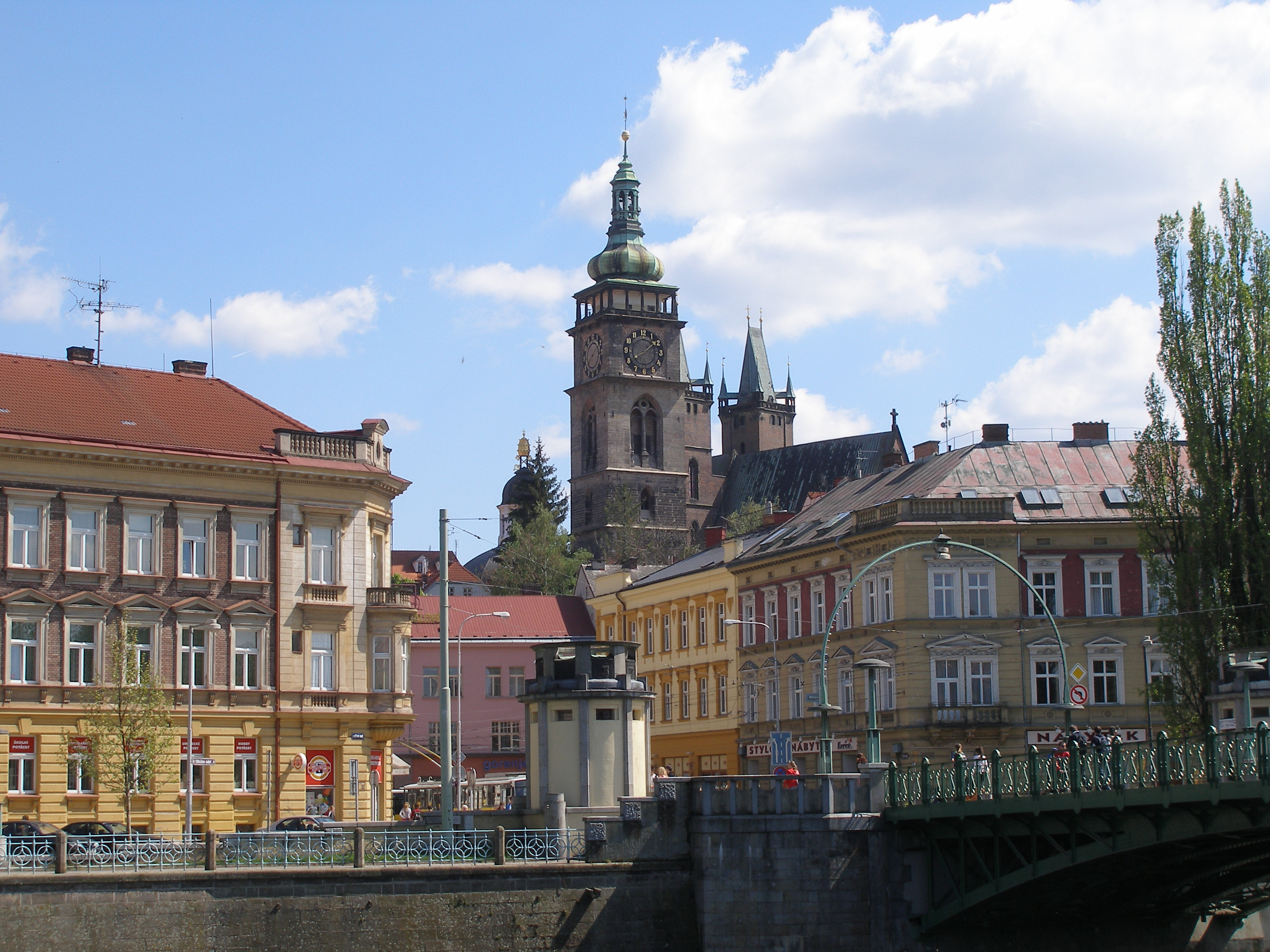
Pohled z Tylova nábřeží
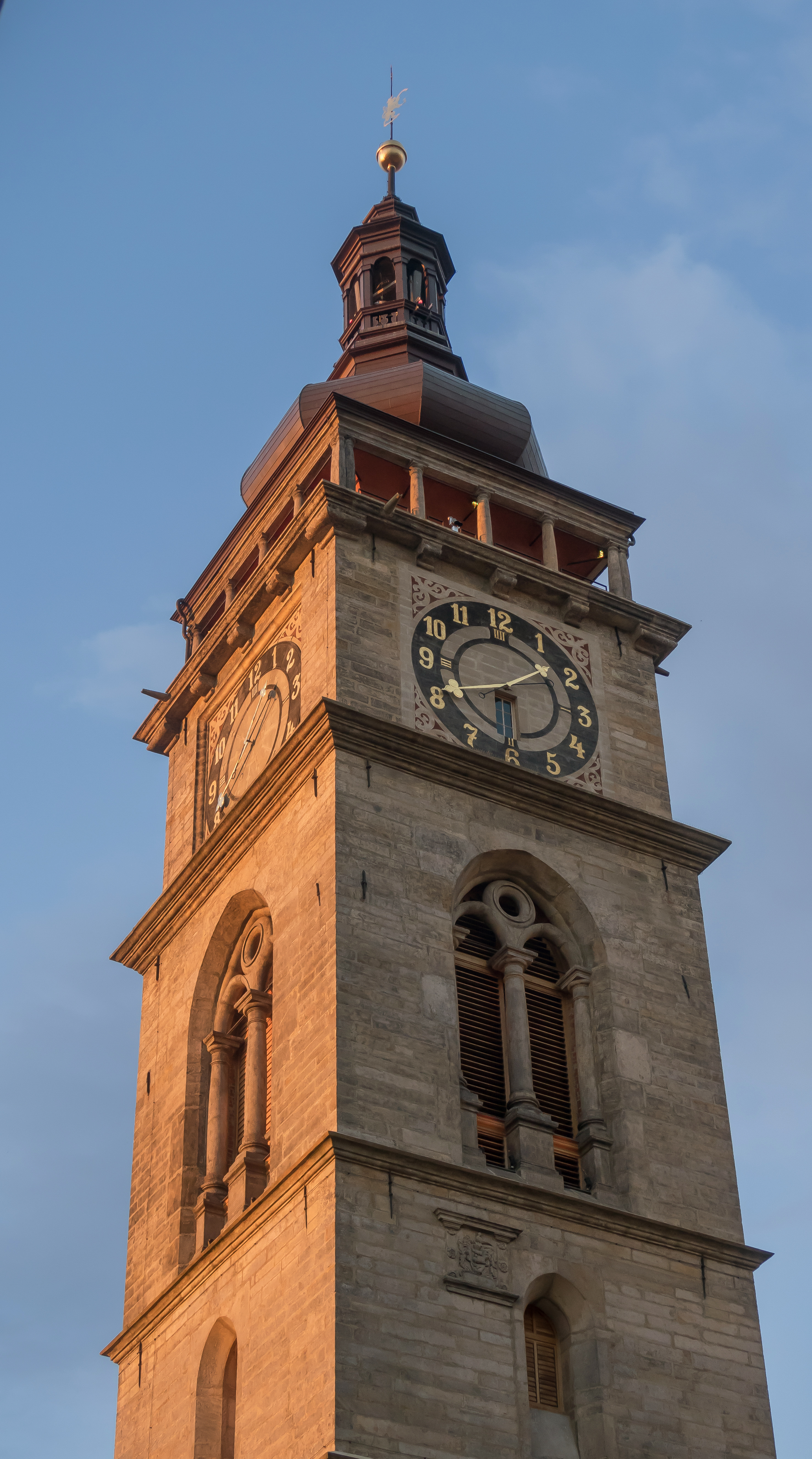
Detail
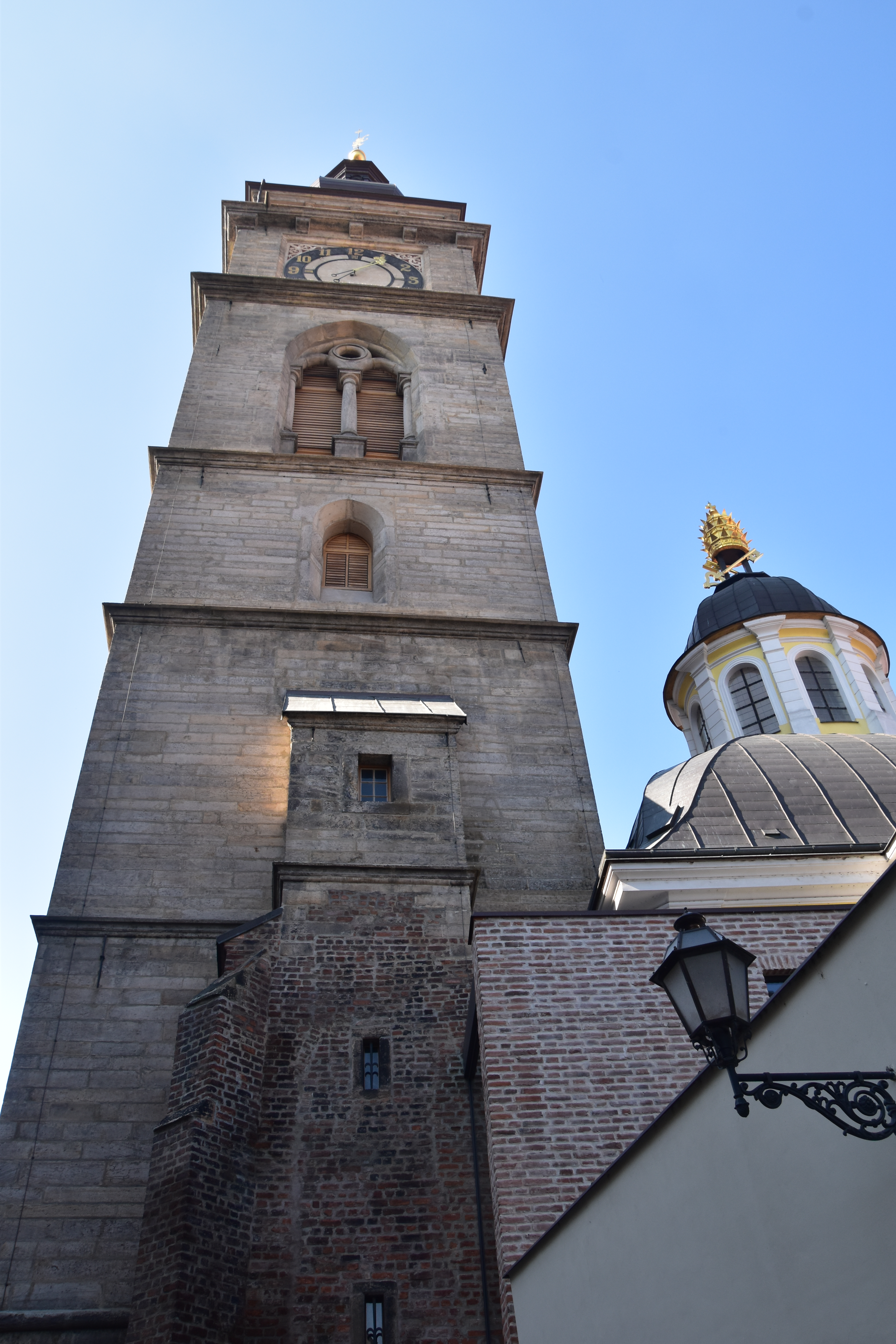
Podhled